# I nosaltres, per què no? (pel·lícula de 1981)
I nosaltres, per què no? (Títol original: Pourquoi pas nous ?) és una pel·lícula de Michel Berny estrenada l'any 1981. Ha estat doblada al català.

## Argument
Un lluitador de catx i una bibliotecària poc afavorits per la vida s'enamoren  l'un de l'altre.

## Repartiment
- Aldo Maccione
- Dominique Lavanant
- Henri Guybet
- Gérard Jugnot
- Maurice Biraud
- Hubert Deschamps
- Christiane Jean
- Daniel Russo